# Damernas truppmångkamp i gymnastik vid olympiska sommarspelen 2024
Damernas truppmångkamp i gymnastik vid olympiska sommarspelen 2024 avgjordes den 9 och 10 augusti 2024 i Arena Porte de La Chapelle i Paris. 70 gymnaster från 14 nationer deltog i kvalet varifrån 40 idrottare från 8 nationer tog sig till finalen. Det var 8:e gången grenen fanns med i ett OS och den har funnits med i varje OS sedan olympiska spelen 1996.
Damernas truppmångkamp i rytmisk gymnastik avgjordes i två omgångar, kval och final. 14 lag deltog i kvalet varifrån de åtta bästa gick vidare till finalen. Varje lag bestod av fem gymnaster som i varje omgång utförde två program (ett med 5 ringar och ett med 3 band och 2 bollar) där poängen lades ihop och gav lagets totalresultat.
I finalen vann Kina guldet med 259,594 poäng, silvret gick till Israel på 259,062 poäng och Italien fick bronset med 257,793 poäng.

## Deltagare
För att nå truppmångkampen i rytmisk gymnastik vid olympiska spelen 2024 var nationerna tvungna att förtjäna en av de 14 lagkvoterna. De nationerna som kvalificerade sig till lagtävlingen fick skicka 5 gymnaster var till tävlingen.
Nationerna som kvalificerade sig till OS var Kina, Israel, Italien, Bulgarien, Azerbajdzjan, Frankrike, Ukraina, Uzbekistan, Brasilien, Spanien, Australien, Mexiko, Tyskland och Egypten.
De 14 lagen tävlade i kvalomgången den 9 augusti och de 8 bästa gick vidare till finalen.

## Schema
Alla tider är CET.
| Datum      | Tid   | Omgång |
| ---------- | ----- | ------ |
| 9 augusti  | 10:00 | Kval   |
| 10 augusti | 14:00 | Final  |
| Referens:  |       |        |

## Kval
Av de 14 deltagande lagen i kvalet tog sig de 8 bästa till finalen.
| Plac.     | Lag | 5 ringar    | 3 band + 2 bollar | Totalt | Anm. |
| --------- | --- | ----------- | ----------------- | ------ | ---- |
| 1         | Bulgarien Kamelija Petrova Sofija Ivanova Rachel Stojanov Magdalina Minevska Margarita Vasileva              | 37.700 (2)  | 32.700 (2)        | 70.400 | Q    |
| 2         | Italien Alessia Maurelli Martina Centofanti Agnese Duranti Daniela Mogurean Laura Paris                      | 38.200 (1)  | 31.150 (6)        | 69.350 | Q    |
| 3         | Ukraina Diana Bajeva Alina Melnyk Marija Vysotjanska Valerija Peremeta Kira Sjyrykina                        | 35,450 (6)  | 33,500 (1)        | 68,950 | Q    |
| 4         | Frankrike Aïnhoa Dot-Espinosa Manelle Inaho Célia Joseph-Noël Justine Lavit Lozéa Vilarino                   | 36,600 (3)  | 32,200 (4)        | 68,800 | Q    |
| 5         | Kina Guo Qiqi Hao Ting Huang Zhangjiayang Wang Lanjing Ding Xinyi                                            | 35,500 (5)  | 32,400 (3)        | 67,900 | Q    |
| 6         | Israel Ofir Shaham Diana Svertsov Adar Friedmann Romi Paritzki Shani Bakanov                                 | 35,250 (7)  | 31,900 (5)        | 67,150 | Q    |
| 7         | Uzbekistan Evelina Atalyants Shakhzoda Ibragimova Mumtozabonu Iskhokzoda Amaliya Mamedova Irodakhon Sadikova | 33,550 (10) | 30,450 (7)        | 64,000 | Q    |
| 8         | Azerbajdzjan Güllü Ağalarzadä Läman Älimuradova Zeynäb Hümmätova Jelyzaveta Luzan Darya Sorokina             | 33,850 (8)  | 28,150 (9)        | 62,000 | Q    |
| 9         | Brasilien Maria Eduarda Arakaki Victória Borges Déborah Medrado Sofia Pereira Nicole Pircio                  | 35,950 (4)  | 24,950 (13)       | 60,900 |      |
| 10        | Spanien Ana Arnau Inés Bergua Mireia Martínez Patricia Pérez Salma Solaun                                    | 30,400 (13) | 30,000 (8)        | 60,400 |      |
| 11        | Australien Saskia Broedelet Emmanouela Frroku Lidiia Iakovleva Phoebe Learmont Jessica Weintraub             | 31,400 (11) | 27,05 (11)        | 58,450 |      |
| 12        | Mexiko Dalia Alcocer Sofía Flores Julia Gutiérrez Kimberly Salazar Adirem Tejeda                             | 29,700 (14) | 27,800 (10)       | 57,500 |      |
| 13        | Tyskland Anja Kosan Daniella Kromm Alina Oganesyan Hannah Vester Emilia Wickert                              | 33,700 (9)  | 23,650 (14)       | 57,350 |      |
| 14        | Egypten Lamar Behairi Johara Eldeeb Farida Hussein Abeer Ramadan Amina Sobeih                                | 30,850 (12) | 25,050 (12)       | 55,900 |      |
| Referens: | |             |                   |        |      |

## Final
| Plac.     | Lag          | 5 ringar   | 3 band + 2 bollar | Totalt |
| --------- | ------------ | ---------- | ----------------- | ------ |
| 1         | Kina         | 36,950 (1) | 32,850 (3)        | 69,800 |
| 2         | Israel       | 35,600 (5) | 33,250 (2)        | 68,850 |
| 3         | Italien      | 36,100 (3) | 32,000 (4)        | 68,100 |
| 4         | Bulgarien    | 34,100 (7) | 33,700 (1)        | 67,800 |
| 5         | Azerbajdzjan | 34,850 (6) | 31,600 (5)        | 66,450 |
| 6         | Frankrike    | 35,750 (4) | 30,250 (7)        | 66,000 |
| 7         | Ukraina      | 36,550 (2) | 29,150 (8)        | 65,700 |
| 8         | Uzbekistan   | 34,050 (8) | 30,450 (6)        | 64,500 |
| Referens: |              |            |                   |        |